# Església parroquial de Sant Martí de Tous
L'Església parroquial de Sant Martí de Tous és un edifici religiós del municipi de Sant Martí de Tous (Anoia) protegida com a bé cultural d'interès local.

## Descripció
Àmplia construcció de la fi del segle xix d'una sola nau, beneïda el 1894 pel bisbe Morgades i bastida damunt d'una església gòtica, de la qual només resten vestigis i que al seu torn fou construïda sobre d'una capella romànica. El temple conserva un sarcòfag de pedra del segle xiv, amb una notable estàtua jacent que P. Català suposa que correspon a Bernat de Tous, mort l'any 1355. Davant de la plaça trobem una creu de terme gòtica.
El temple és de pedra, revestida. La façana és molt senzilla i tot ella bastant geomètrica. Té un rosetó decorat amb un vitrall d'aquest segle. Campanar de torre quadrada, té una finestra a cada costat i està coronat per una barana. Es conserven restes de l'antiga església gòtica, construïda al seu torn damunt d'una capella romànica.
Destaca dintre dels elements de l'església una finestra doble, polilobulada que actualment es troba tapiada dins d'un mur de l'església que alhora serveix de mur de la rectoria. Alguns murs de la façana i a ponent de l'actual església, són reaprofitats de l'antiga construcció gòtica.

### Sarcòfag
De dos metres de llargada i uns tres pams d'alçada. La part inferior està compartimentada amb capelletes d'arc ogival, amb una figura cadascuna, no identificables. A la part superior hi ha l'estàtua jacent del senyor de Tous, amb indumentària de guerrer i un lleó als peus, vestit amb una cota de malla i un sabre a les mans. Hi ha divergències d'opinió sobre el personatge jacent. Podria ser el comte Martí Miró o, més probablement, Bernat de Tous, senyor del castell que morí l'any 1355, fou col·locat a l'antiga església parroquial i després traslladat a l'actual el 1895.
Al costat del sarcòfag es conserven interessants elements rescatats de la comarca, com esteles sepulcrals de la Roqueta, pica baptismal de Fiol, etc.

## Història
És una construcció de la fi del segle xix, beneïda el 1894 pel bisbe Morgades i bastida damunt l'antiga església gòtica de la qual només resten vestigis. Aquesta fou enderrocada l'any 1893 i erigida el 1334. Fou construïda a càrrec dels feligresos i sota la vigilància del senyor Bernat de Tous. La primitiva parròquia és esmentada des de l'any 978, en una butlla del papa Benet al bisbe Fruià; la dependència parroquial passà del bisbat de Vic als jerònims des del 1539 -per butlla de Pau III- fins al 1835.